# Uhm Jung-hwa
Uhm Jung-hwa (kor. 엄정화, ur. 17 sierpnia 1969 w Jecheon, Chungcheong Północny) – południowokoreańska piosenkarka, aktorka oraz tancerka. Uważana za jedną z najbardziej wpływowych kobiet w koreańskim przemyśle rozrywkowym wiele koreańskich artystek uznaje ją za wzór.

## Życiorys
Uhm Jung-hwa urodziła się w Jecheon, w Korei Południowej. Jest drugą córką Yoo Gyeong-sook i Uhm Jin-ok, nauczyciela muzyki, który zmarł w wypadku motocyklowym, gdy miała sześć lat. Jej młodszy i jedyny brat Uhm Tae-woong jest aktorem.

### Kariera muzyczna
Uhm Jung-hwa oficjalnie debiutowała jako piosenkarka w 1993 roku wraz z jej pierwszym albumem Sorrowful Secret.
W 2000 roku Uhm Jung-hwa zaczęła bardziej koncentrować się na swojej karierze aktorskiej i angażowała się w różne role aktorskie. Zaczęła również eksperymentować z różnymi gatunkami muzycznymi, w szczególności z elektroniką.
Na początku 2007 roku zdobyła Koreańską Nagrodę Muzyczną za Najlepszy Electronic Dance Record.
Latem 2008 roku wydała pierwszy minialbum o tytule D.I.S.C.O z pomocą swojego wieloletniego przyjaciela Yang Hyun-suk z YG Entertainment. Minialbum był jednym z najlepiej sprzedających się albumów artystki kobiecej w 2008 roku.
w 2016 Uhm Jung-hwa powróciła z nowym albumem The Cloud Dream of the Nine.
Latem 2020 roku Uhm dołączyła do wokalistek Lee Hyori, Jessi i Hwasy, tworząc „super grupę” Refund Sisters. Ich pierwszy singiel „Don't Touch Me” zadebiutował w październiku 2020 roku, plasując się na pierwszym miejscu listy Gaon.

### Kariera aktorska
Uhm Jung-hwa jest uznawana za jedną z najlepszych aktorów w Korei Południowej. Znana jest z ról w filmach Marriage Is a Crazy Thing, Singles, Princess Aurora, Dancing Queen, Haeundae, które stały się jednymi z najbardziej dochodowych filmów w Korei. W 2002 roku zdobyła dwie nagrody podczas ceremonii Baeksang Arts Awards dla najlepszej aktorki, za Marriage Is a Crazy Thing, oraz w 2012 roku za film Dancing Queen.
W 2022 roku Uhm powróciła na mały ekran po pięcioletniej nieobecności z serialem tvN Our Blues.

### Linia mody
Uhm Jung-hwa uruchomiła nową linię bielizny i Ubrań "Corner Suite" i "ZHUM w Nowym Jorku", która zarobiła 10 milionów dolarów w ciągu 3 miesięcy od jej premiery. Gdy linia zadebiutowała na rynkach internetowym "Corner Suite" stał się natychmiastowym hitem..

### Zdrowie
Uhm Jung-hwa zdiagnozowano raka tarczycy, ale w pełni odzyskała zdrowie po zabiegu w maju 2010 roku.

## Dyskografia
| - 1993: Sorrowful Secret - 1996: Uhm Jung Hwa 2 - 1997: Hu Ae (後愛) - 1998: invitation - 1999: 005.1999.06 - 2000: Queen of Charisma - 2001: Hwa 7 (花7) - 2004: SELF CONTROL - 2005: Prestige | - 2008: D.I.S.C.O - 2016: The Cloud Dream of the Nine - 1998: Best... My Songs - 1999: All Details |

## Filmografia

### Seriale
- Police (KBS2, 1994)
- Areumda-un joe (SBS, 1997)
- Anae (KBS, 2003)
- 12wor-ui yeoldae-ya (MBC, 2004)
- Karl jab-ui Oh Soo-jung (SBS, 2007)
- Gyeolhon mothaneun namja (KBS2, 2009)
- Manyeo-ui yeon-ae jako Ban Ji-yeon (tvN, 2014)
- Dangshin-eun neomoohabmida jako Yoo Ji-na (MBC, 2017)

### Filmy
- Marriage Story (1992)
- On a Windy Day, We Should Go to Apgujeong (1993)
- Blue Seagull (1994)
- How to Top My Wife (1994)
- Crazy Marriage (2002)
- Singles (2003)
- Mr. Handy (2004)
- Princess Aurora (2005)
- My Lovely Week (2005)
- For Horowitz (2006)
- Seducing Mr. Perfect (2006)
- Changing Partners (2007)
- In My End is My Beginning (2009)
- Haeundae jako Lee Yu-jin (2009)
- Ogamdo jako Lee Jung-ha (2009)
- Insadong Scandal jako Bae Tae-jin (2009)
- Bestseller (2010)
- Mama (2011)
- Dancing Queen (2012)
- Top Star jako prezenterka Blue Dragon Awards (2013)
- Montage jako Ha-kyung (2013)
- Kkeutkwa sijak jako Lee Jung-ha (2013)
- Gwanneung-ui bupchik jako Shin-hye (2014)
- Miss Wife jako Yeon-woo (2015)